# Андрес Гарсія
Андрес Гарсія (ісп. Andrés García; 24 травня 1941, Санто-Домінго, Домініканська Республіка — 4 квітня 2023, Акапулько) — мексиканський актор театру, кіно та телебачення.

## Життєпис
Андрес Гарсія Гарсія народився 24 травня 1941 року у Санто-Домінго, столиці Домінікани, в родині іспанських емігрантів — воєнного льотчика-республіканця Андреса Гарсія Кальє (1909—1973) та його дружини Франсіски Гарсія Асеведо. Пізніше родина переїхала до Мексики. 1966 року дебютував на великому екрані одразу в головній ролі у фільмі «Чанос», швидко здобувши статус секс-символа мексиканського кінематографу. Тоді ж почав зніматися на телебаченні. Всесвітню славу принесла роль Антоніо Ломбардо у теленовелі «Ніхто, крім тебе» (1985).
1992 року виступив режисером трилеру «Хижі пси», де також виконав одну з головних ролей. 1999 року отримав премію TVyNovelas у категорії Найкращий актор за роль Андреса Дюваля у серіалі «Привілей кохати». Також виступив продюсером кількох кінофільмів.
2020 року започаткував власний блог на платформі You Tube під назвою «Andrés García TV».
Андрес Гарсія помер 4 квітня 2023 року в себе вдома у Акапулько від цирозу печінки в 81-річному віці. Після кремації прах було розвіяно на пляжі поряд з його будинком.

## Особисте життя
Гарсія одружувався чотири рази: 1967 року одружився з Сандрою Вале, яка народила йому двох синів — Андреса Гарсію-молодшого (1 вересня 1968) та Леонардо Гарсія (27 грудня 1972), які також стали акторами; 1974 року одружився з Фернандою Ампудія, — 8 грудня 1975 року народилася їхня дочка Андреа Гарсія — модель, акторка та телеведуча; у 1985—1993 роках перебував у шлюбі з акторкою Сонею Інфанте, племінницею видатного мексиканського актора Педро Інфанте; 2013 року одружився з Маргаритою Портільйо, шлюб з якою тривав до самої смерті актора.

## Вибрана фільмографія
| Рік       |   | Українська назва            | Оригінальна назва                 | Роль                              |
| --------- | - | --------------------------- | --------------------------------- | --------------------------------- |
| 1966      | ф | Чанос                       | Chanoc                            | Чанос                             |
| 1970      | ф | Рай                         | Paraíso                           | Лауро                             |
| 1971      | с | Серпанок нареченої          | Velo de novia                     | Лусіано                           |
| 1972      | с | Карета                      | El carruaje                       | лейтенант Хосе Франсіско Аскарате |
| 1973      | ф | Початок                     | El principio                      | Чано Муньйос                      |
| 1975      | с | Палома                      | Paloma                            | Даніель                           |
| 1977      | ф | Тигрова акула               | Tintorera                         | Мігель                            |
| 1978      | ф | Бермудський трикутник       | Il Triangolo delle Bermude        | Алан                              |
| 1978      | ф | Циклон                      | Cyclone                           | Андрес                            |
| 1978      | ф | Бермуди: Смертельна безодня | Bermude: la fossa maledetta       | Андрес Монтойя                    |
| 1979      | ф | День вбивці                 | Day of Assassin                   | Джеррі Белтрон                    |
| 1979      | ф | Втеча з пекла               | Manaos                            | Кармело Сьєрра                    |
| 1983      | ф | Педро Наваха                | Pedro Navaja                      | Педро Наваха                      |
| 1985      | с | Ніхто, крім тебе            | Tú o nadie                        | Антоніо Ломбардо                  |
| 1985      | ф | Тоня Мачете                 | Toña machetes                     | дон Хосе Марія Еспарса            |
| 1986      | ф | Син Педро Наваха            | El hijo de Pedro Navaja           | Педро Наваха                      |
| 1986      | ф | Закохані володаря ночі      | Les amantes del señor de la noche | коханець Ампаро                   |
| 1986      | ф | Малюк і Папа                | El niño y ei Papa                 | доктор Карлос Альварадо           |
| 1988      | с | Моє ім'я Корахе             | Mi nombre is Coraje               | Хуан Корахе                       |
| 1990—1991 | с | Проклята спадщина           | Herencia maldita                  | Херардо Альтаміра                 |
| 1991      | с | Заборонена жінка            | La mujer prohibida                | Герман Гальярдо                   |
| 1992      | ф | Хижі пси                    | Perros de presa                   | —                                 |
| 1998—1999 | с | Привілей кохати             | El privilegio de amar             | Андрес Дюваль                     |
| 1999—2000 | с | Обдурені жінки              | Mujeres engañadas                 | Хав'єр Дуарте                     |
| 2005—2006 | с | Інше життя                  | El cuerpo del deseo               | Педро Хосе Доносо                 |
| 2007—2008 | с | Пантера                     | El Pantera                        | Рубіо Барріос                     |

## Нагороди та номінації
Арієль
- 1974 — Номінація на найкращого актора другого плану (Початок).

Срібна богиня
- 1986 — Найкращий актор (Тоня Мачете).

TVyNovelas Awards
- 1986 — Номінація на найкращого актора (Ніхто, крім тебе).
- 1999 — Найкращий актор (Привілей кохати).

Califa de Oro
- 1999 — Найкраще виконання (Привілей кохати).